# Eugène Boch

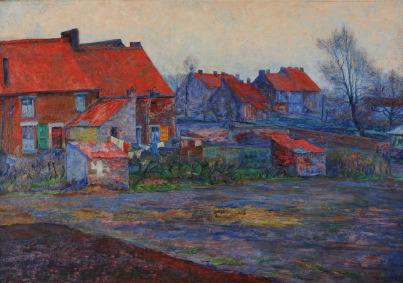
De rode daken, 1888-89

Eugène Guillaume Boch (Saint-Vaast (België), 1 september 1855 - Monthyon (Frankrijk), 3 januari 1941) was een Belgische kunstschilder. Zijn oudere zuster Anna Boch (1848-1936) was eveneens kunstschilder.

## Biografie
Hij was geboren in de familie Boch van in de regio Centre-Val de Loire gevestigde ondernemers, waarvan de naam vandaag de dag nog steeds verbonden is aan Villeroy & Boch en Royal Boch. Hij debuteerde als autodidact met het schilderen van landschappen, maar kreeg wel raad van zijn zuster Anna Boch. Op aanraden van de kunstmecenas Octave Maus vertrok hij naar Parijs. Hier leerde hij de impressionisten kennen. Hij bracht in 1879 zijn dagen door in de studio van de Franse schilder Léon Bonnat in Parijs.  Hij reisde, zoals zovelen in de jaren '80 op zoek naar het licht, naar het Zuiden van Frankrijk en daarna naar Spanje en Algerije. Terug in Parijs vestigde hij zich in Montmartre en maakte kennis met veel avant-garde kunstenaars. Hierna werkte Boch op het atelier van Fernand Cormon. Hij introduceerde Théo van Rysselberghe, op bezoek in Parijs in de zomer van 1887, aan enkele Parijse kunstenaars: Alfred Sisley, Paul Signac, Edgar Degas en Henri de Toulouse-Lautrec.
Eugène Boch werd voorgesteld aan Vincent Van Gogh door Dodge MacKnight. Van Gogh maakte een portret van Boch dat hij enkele maanden later, in september 1888,De Dichte noemde.
Hij vestigde zich in 1892 in Monthyon (Seine-et-Marne), nabij Parijs. In 1909 trouwde hij met Anne-Marie Leonie Crusfond en ze verhuisden in 1920 naar hun villa La Grimpette (De Klim), eveneens in Monthyon.
Net als zijn zus Anna Boch, hielp Eugène getalenteerde artiesten als Émile Bernard, die hij ontmoette in het Atelier Cormon, of Paul Gauguin. Hij ruilde sommige werken met Van Gogh. Zo bouwde hij voor zichzelf een opmerkelijke collectie van hedendaagse werken op.
Toen hij stierf, liet hijDe Dichter - de titel van het portret dat Van Gogh van hem maakte en dat hij kreeg van Johanna van Gogh-Bonger volgens het testament van Vincent en Theo van Gogh - na aan het Louvre in Parijs. De rest van zijn collectie bleef in zijn familie tot het jaar 1996, toen een groot deel ervan werd verkocht op een veiling in Parijs.

## Stijl en oeuvre

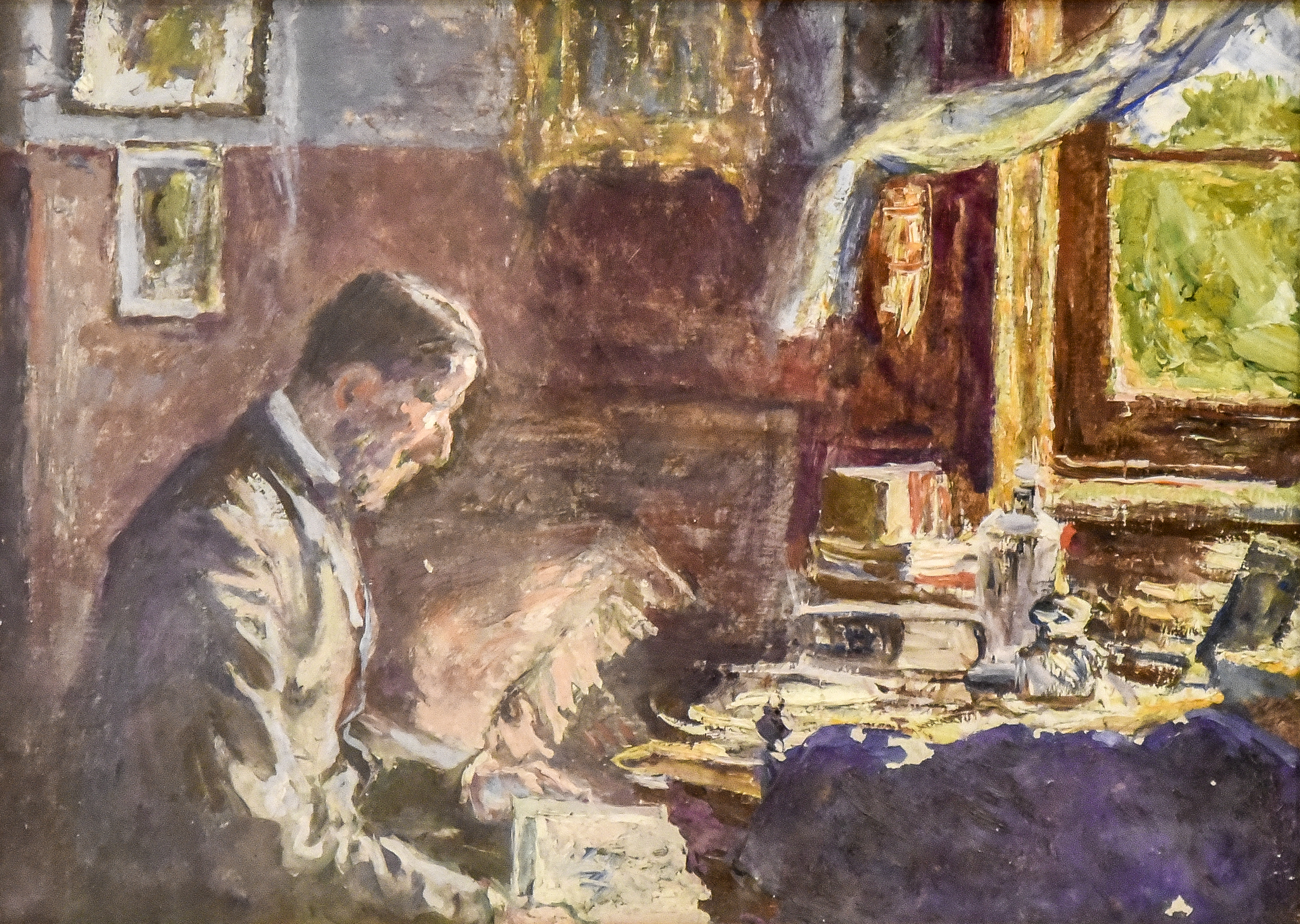
Eugène Boch aan zijn bureau door Anna Boch, Mu.ZEE, Oostende

Gaëtane Warzée-Lammertyn beschrijft Bochs relatie met zijn vaderland in de volgende bewoordingen:

Eugène Boch werkte samen met de schilders van de Société Libre des Beaux-Arts en vestigde zich in Parijs. De ontmoeting met Vincent Van Gogh, de ontdekking van Zuid-Europa en de culturele smeltkroes van Parijs zet de schilder op het pad van het impressionisme. 
Een "verlegen Impressionisme", zoals Vincent Van Gogh over zijn vriend schreef, "is de springplank naar een steviger en sterkere kunst." In essentie een landschapsschilder, speelde Eugène Boch vooral een belangrijke rol in de relatie tussen Franse en Belgische kunstenaars. Zo schilderde hij onder andere, meestal in aanwezigheid van zijn zus Anna, in Genk en omgeving.
Op aanraden van Van Gogh ging Eugène Boch terug naar zijn geboortestreek de Borinage om daar de kolenmijnen te gaan schilderen.

## Exposities
In het Vincent Van Gogh Huis in Zundert vond van 7 februari-6 september 2010 een tentoonstelling plaats, genaamd Van Gogh & Boch.

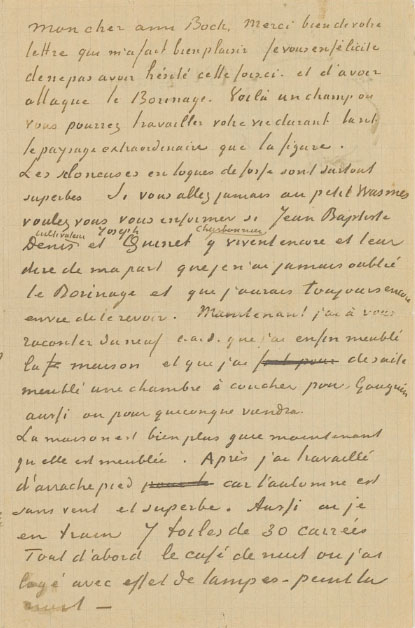
Vincent van Gogh - brief van 2 oktober 1888 aan Eugène Boch - souvenir du Borinage